# أياكس أمستردام موسم 2015–16
كان موسم 2015–16 هو الموسم الـ116 لنادي أياكس والموسم الـ60 على التوالي للنادي في الدوري الهولندي، شارك نادي أياكس في الدوري الهولندي الممتاز وكأس هولندا ودوري أبطال أوروبا والدوري الأوروبي. أقيمت الدورة التدريبية الأولى في 6 يوليو 2015، في حين أقيم اليوم المفتوح التقليدي لنادي أياكس في 20 يوليو.